# Chowchilla (Kalifornija)
Chowchilla je grad u američkoj saveznoj državi Kalifornija. Prema popisu stanovništva iz 2010. u njemu je živjelo 18,720 stanovnika.